# Camlez

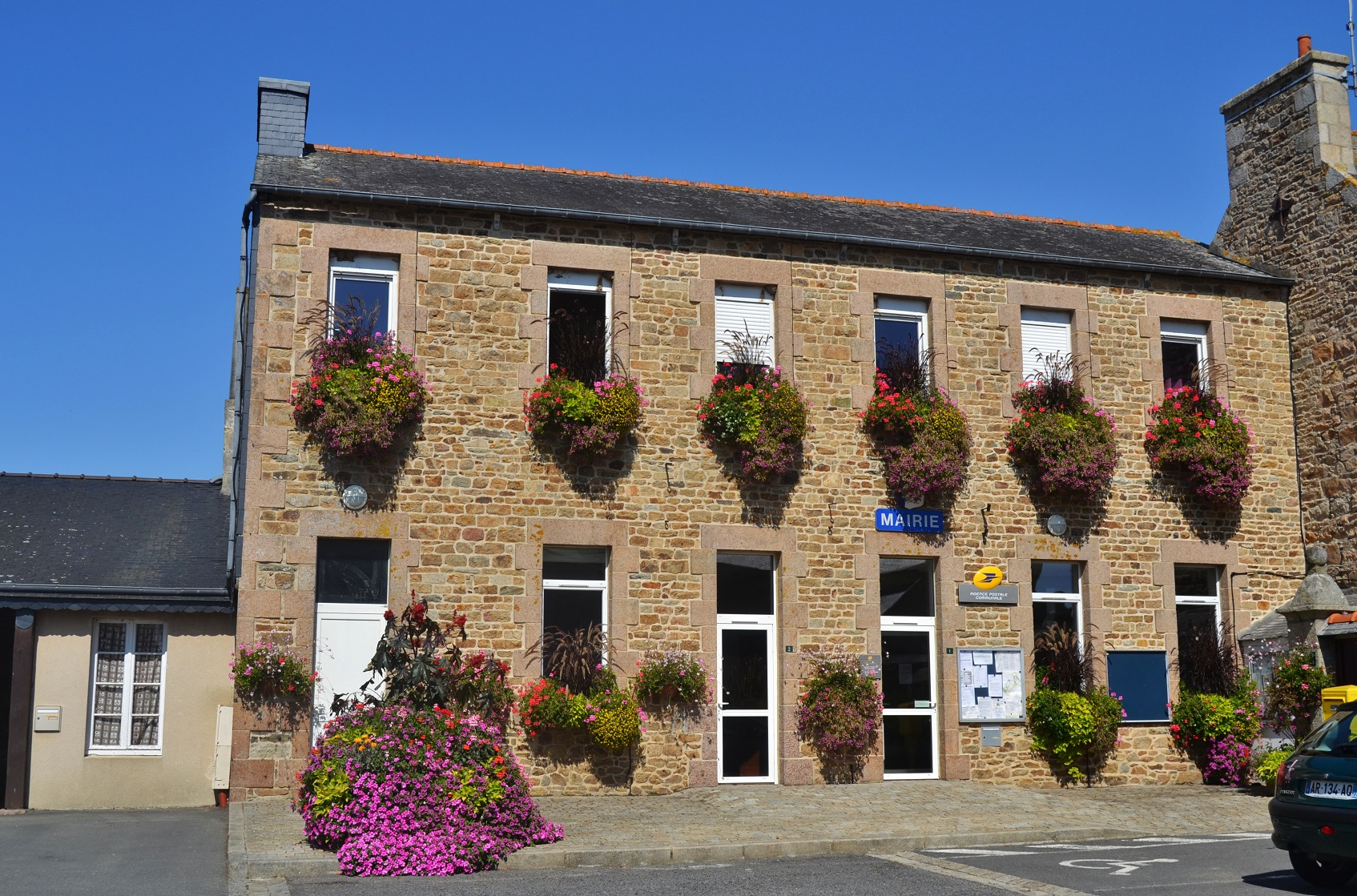

Camlez is een gemeente in het Franse departement Côtes-d'Armor (regio Bretagne) en telt 729 inwoners (2004). De plaats maakt deel uit van het arrondissement Lannion.

## Geografie
De oppervlakte van Camlez bedraagt 11,6 km², de bevolkingsdichtheid is 62,8 inwoners per km².
De onderstaande kaart toont de ligging van Camlez met de belangrijkste infrastructuur en aangrenzende gemeenten.

## Demografie
Onderstaande figuur toont het verloop van het inwonertal (bron: INSEE-tellingen).

1. ↑  Populations de référence 2022.